# Микусиньский, Ян
Ян Микусиньский (также Микусинский) (пол. Jan Mikusiński; 3 апреля 1913, Станиславов, Австро-Венгрия — 27 июля 1987, Катовице) — польский математик, известный работами в области математического анализа. 	Действительный член Польской академии наук.  Лауреат премии Стефана Банаха
Микусинский разрабатывал вариант операционного исчисления, известный как «операционное исчисление по Микусинскому». Этот метод может быть применён для решения дифференциальных уравнений и основан на использовании операции свёртки с применением преобразования Фурье.
Одна из улиц в Катовице названа в честь Микусинского.